# Bývalý klášter de Notre Dame (Hradec Králové)
Bývalý klášter de Notre Dame (bývalý klášter Kongregace Školských sester de Notre Dame), je historická budova na adrese Pospíšilova 351/4 v Hradci Králové. Budova sloužila nejen jako klášter školských sester, ale zároveň jako škola a Pensionát císaře Františka Josefa (či Dívčí pensionát císaře Františka Josefa I.) , který sestry vedly a kde vyučovaly. Lze se tak setkat i s označením Ústav chudých školských sester de Notre Dame (Naše Paní). Od 80. let 20. století v budově sídlí LDN.
Kongregace v Hradci Králové působí od roku 1858 a v letech 1898 až 1901 si vystavěla tuto velkou reprezentativní budovu. Sestry v budově vedly ústav ke vzdělávání učitelek mateřských škol s právem veřejnosti, soukromou školu zpěvu a hudby, psaní strojem, těsnopis, cizí jazyky a šití. V budově byl zároveň umístěn zmíněný dívčí penzionát.

## Kongregace školských sester v Hradci Králové
Kongregace školských sester de Notre Dame v Hradci Králové působí od roku 1858. V roce 1858 totiž povolala městská rada sestry z této kongregace na zdejší dívčí školu. Sestry následně vyučovaly na čtyřtřídní dívčí škole a staraly se také o opatrovnu, z níž se v roce 1885 stala mateřská škola. Dívčí škola s klášterem de Notre Dame původně sídlila v někdejším měšťanském domě na dnešním náměstí Jana Pavla II. 62 (dnes sídlo rektorátu univerzity) v blízkosti katedrály sv. Ducha. Budovu vysvětil dne 30. září 1858 královéhradecký biskup Karel Hanl. Tehdy v ní působilo sedm sester a dvě kandidátky na členství.
Již od roku 1860 sestry působily také v chlapeckém semináři v Borromeu a od roku 1869 vedly domácnost v Teologickém semináři, krátce také v biskupské rezidenci (od 1941). Od založení ústavu pro neslyšící děti v roce 1881 (sídlícího později v budově tzv. Rudolfina) vyučovaly také v této instituci, neboť právě školské sestry de Notre Dame tuto činnost vykonávaly i v Praze a Českých Budějovicích. V ústavu působily i po roce 1952, kdy se přestěhoval do Hořiček, a to až do roku 1957. Školské sestry z kongregace tak v polovině 30. let 20. století učily na obecné dívčí škole, v Borromeu, v ústavu hluchoněmých i vedly hospodářskou správu v biskupském kněžském semináři.
Výnosem Ministerstva školství a národní osvěty ze dne 18. června 1940 byla zřízena Soukromá škola pro ženská povolání (dvouletá výuka v češtině). Již roku 1942 byla zrušena a v roce 1945 opět obnovena. V dubnu 1949 byla zestátněna. V dalším školním roce již kongregační školy nesměly být otevřeny. Řádové sestry byly následně dle nařízení ze srpna 1950 odvezeny do soustřeďovacích klášterů v Javorníku a Zlatých Horách. Do Hradce Králové se některé sestry vrátily v roce 1976 a do nově zrekonstruované budovy bývalé řádové školy se mohly hromadně nastěhovat v roce 1995.

## Architektura
Novorenesanční budova vznikla v letech 1899 (začátek stavby v srpnu) až 1901.
Autorem projektu byl Viktor Weinhengst, mj. autor dalších významných hradeckých budov: Klicperova divadla a Borromea na Orlickém nábřeží. Stavbu zpočátku prováděli Tomáš Suhrada a Václav Rejchl, kteří měli společnou firmu, ale již v roce 1899 se Suhrada odstěhoval do Prahy a stavbu převzal architekt Viktor Weinhengst. Stavební dozor zajišťovali Václav Bahník a ThDr. František Reyl.
Součástí stavby byla kaple Zvěstování P. Marie. K budově od počátku přiléhala rozsáhlá zahrada.

## Slavnostní otevření

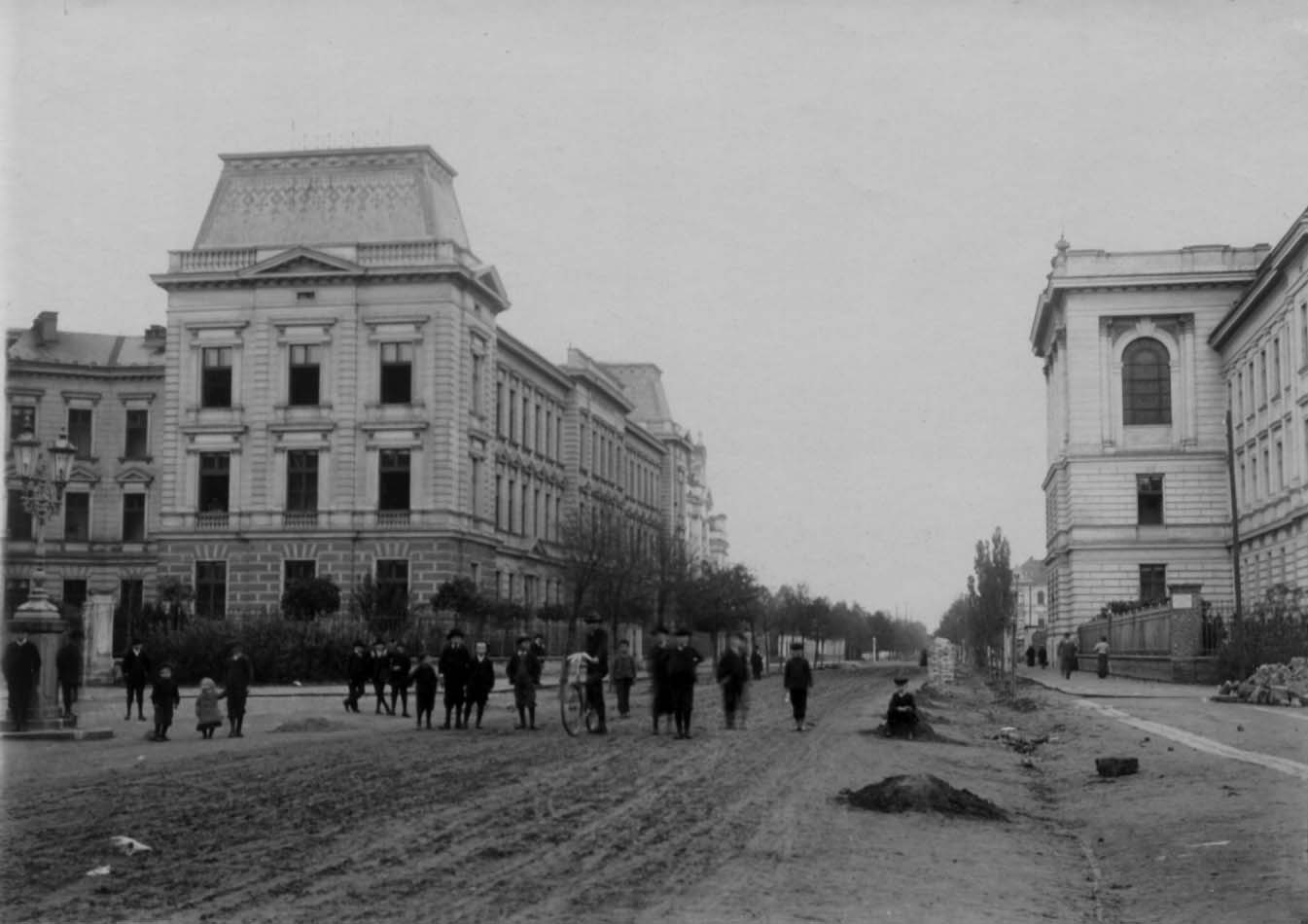
Pospíšilova třída s budovou kláštera (vpravo) a budovami škol (vlevo)

Tzv. Pensionát císaře Františka Josefa I. byl slavnostně vysvěcen dne 18. srpna 1901. Budova byla ozdobena papežskými, císařskými a zemskými vlajkami. Krátce před 8. hodinou ranní přišel na slavnostní akt tehdejší královéhradecký biskup Edvard Jan Brynych. U vchodu byl tehdy vítán třemi kanovníky (Matějem Musilem, Antonínem Pogerthem a Janem Křtitelem Bartákem), členy stavebního dozoru a členkami kongregace. Biskup šel do kaple, kde jej přivítala a pozdravila malá družička. Následně se sám ujal slova a při svém proslovu zmínil, že vybudování dívčího penzionátu znamená skvělou obranu řeholního života a nábožensko-mravní výchovy. Velký důraz kladl právě na výchovu a nutnost vzdělání žen, které jsou prvními vychovatelkami dětí.
Poté, co biskup dokončil svůj proslov, vysvětil kapli i jednotlivé místnosti novostavby. Při tom dívčí sbor zpíval píseň k sv. Václavu a následoval veršovaný hold biskupovi, o který se postarala jedna z chovanek nového ústavu. V závěru slavnosti pronesl svou řeč superior kongregace Antonín Polanský. Projevil potěšení z toho, že na akci dorazil osobně samotný biskup. Poděkoval církevním hodnostářům i vedení města za podporu školským sestrám z kongregace, které v té době ve městě působily na školách již 43 let. Zmínil, že chtějí pokračovat v duchu hesla zakladatele kongregace sv. Petra Fouriera: „Nikomu neškoditi, nýbrž všem prospívati.“ V závěru vzpomenul císaře Františka Josefa I. Dívčí sbor trojhlasně zazpíval císařskou hymnu, přidala se k němu i řada zúčastněných. Následně proběhla mše svatá odsloužená papežským prelátem Mons. ThDr. Aloisem Frýdkem. Při té příležitosti dívčí sbor zazpíval mešní skladbu s chorálními vložkami.
Slavnostního vysvěcení se účastnili významní představitelé města, okresu i kraje: členové místní kapituly, obecního zastupitelstva, městské rady, vrchní komisař Otokar Pirchan s úřednickým sborem okresního hejtmanství, viceprezident krajského soudu JUDr. Karel Kvěch, státní zástupce JUDr. Jiří Matouš, substitut Dr. Karel Hubáček, zemský rada Fischer, vrchní poštovní správce Josef Nermuť, ředitel odborné školy pro umělecké zámečnictví Ladislav Haněl, školní inspektor Jan Dunovský, řídící učitelé František Vachek, Josef Kulíř a Alois Šeda a další.
Po ukončení slavnosti byla budova přístupná běžnému lidu k prohlídkám, a to až do večerních hodin. Dorazili lidé nejen z města, ale i jeho okolí.

## Využití budovy
Hned rok po otevření, v roce 1902, začal být provozován Soukromý ústav pro vzdělání učitelek mateřských škol. Úplný adresář a popis politického okresu Královéhradeckého z roku 1903 uvádí, že v té době sestry spravovaly rovněž zde umístěnou pokračovací školu dívčí. Žákyň v té době bylo 62.
Královéhradecká ročenka 1913 uvádí, že klášter školských sester zajišťoval kurz pro pěstounky a kurz pro industriální učitelky (oba s právem veřejnosti), dále pokračovací průmyslovou školu dívčí a hudební školu.
Podle publikace Hradec Králové z roku 1914 Pensionát císaře Františka Josefa I. obsahoval, resp. zajišťoval pokračovací školu, kurz pro vzdělání pěstounek, industriální kurz, pěvecko-hudební školu a také výuku cizích jazyků (němčiny, francouzštiny a angličtiny). Na vyžádání byla poskytována také příprava ke státním zkouškám z cizích jazyků, zpěvu a hudby.
V roce 1940 zde začala působit Soukromá odborná škola pro ženská povolání Chudých Školských sester de Notre Dame. Vedle toho zde řeholnice učily hudbu a cizí jazyky a nacházela se tu pokračovací škola dívčí a mateřská škola.
V září 1942 byla poloviny budovy pensionátu zabrána pro potřeby válečného lazaretu. V roce 1943 došlo k zabrání celého domu pro tento účel.
Po druhé světové válce začala budovat měnit využití. V listopadu 1948 byl do budovy v rámci plánovaného zřízení krajského národního výboru přestěhován okresní národní výbor. Později se sem nastěhovala základní devítiletá škola (ZDŠ). V listopadu 1959 byla do budovy umístěna 2. osmiletá střední škola. Při té příležitosti byly shozeny na dlažbu sochy světců od Čeňka Vosmíka.
Současné využití získala budova v 80. letech 20. století, kdy byla budova přestavěna pro potřeby léčebny dlouhodobě nemocných. Investiční záměr vznikl v na jaře roku 1980, projekční příprava byla dokončena na konci roku 1980. V lednu 1981 započaly demoliční práce, rekonstrukční a nové stavební práce probíhaly od roku 1982. Kolaudace proběhla dne 27. února 1984. Léčebna tehdy fungovala pod Okresním ústavem národního zdraví Hradec Králové.

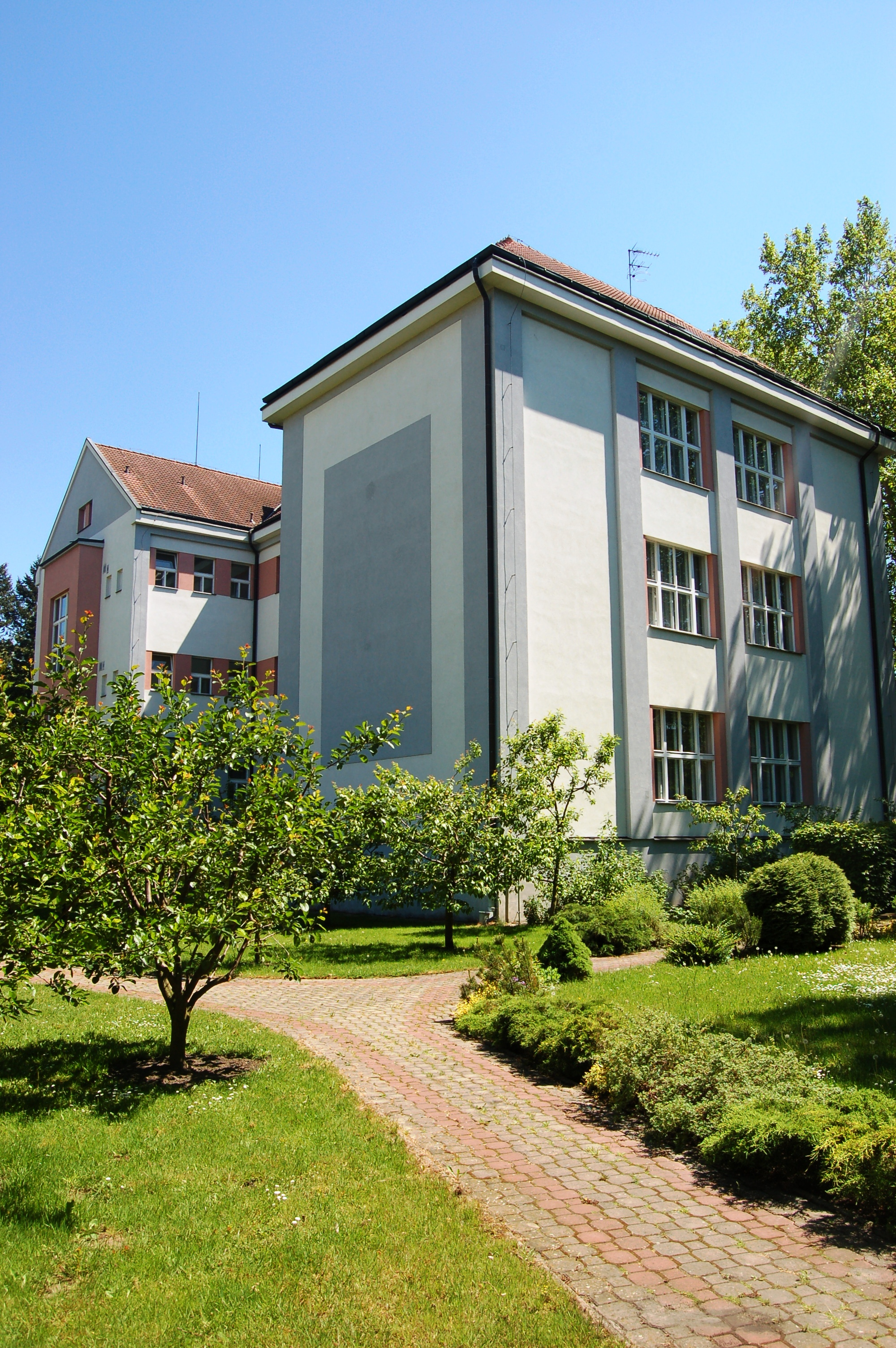
Nová budova, současné sídlo kongregace

## Nová budova
Na druhé straně zahrady (při dnešní ulici U Soudu) byla v letech 1932 až 1933 postavena speciální školní budova, která byla následně částečně pronajata pro obecné a mateřské školy.
Následně se uvažovalo i o třetí propojovací stavbě, ale k té mj. v důsledku druhé světové války nedošlo. V červenci 1940 byla tato budova pronajata ministerstvem školství pro potřeby německých škol.
Nyní (2022) slouží jako hlavní sídlo kongregace.